# دهستان هفت‌آشیان
دهستان هفت آشیان نام دهستانی در بخش کوزران شهرستان کرمانشاه، استان کرمانشاه در ایران است. براساس سرشماری مرکز آمار ایران در سال ۱۳۸۵، جمعیت آن ۱۸۲۸ نفر (۴۳۵ خانوار) بوده‌است و مذهب مردمان این منطقه تشیع ، یارسان و تسنن میباشد. مردمان این دهستان با وجود گوناگونی مذاهب سالیان سال است که در کمال برادری و آرامش همزیستی داشته اند. نام این دهستان برگرفته از  روستای هفت آشیان سنجابی است که در محدوده دهستان واقع شده‌اند.